# Politique aux Tonga
Les Tonga sont une monarchie constitutionnelle, où le roi détient de jure le pouvoir exécutif. Le pouvoir législatif est partagé entre le gouvernement et l’Assemblée législative.
Jusqu'en 2010, le roi exerçait une autorité politique, et seule une minorité des députés étaient élus au suffrage universel. Les députés pro-démocratie exercèrent une pression constante sur le gouvernement, exigeant l'instauration d'une véritable démocratie. L'élection d'un Parlement réformé, qui accorderait une place plus importante aux élus des citoyens, fut finalement prévue pour 2010.
En juillet 2008, trois jours avant son couronnement, le roi Siaosi Tupou V annonça qu'il renonçait à l'essentiel de son autorité, et qu'il se conformerait désormais aux recommandations de son Premier ministre. En 2010, le roi et le Parlement entérinèrent des réformes permettant l'élection au suffrage universel d'une majorité des députés de l'Assemblée législative (monocamérale), dont serait issu un premier ministre -élu par les députés et non plus nommé par le roi-, exerçant l'essentiel du pouvoir exécutif. Le roi conserverait le droit de dissoudre le gouvernement et d'opposer son véto à la législation adoptée par le Parlement. Les premières élections sous ces nouvelles dispositions démocratiques se sont tenues le 25 novembre.
Le 29 décembre 2014, l'Assemblée législative choisit ʻAkilisi Pohiva, roturier et dirigeant vétéran du mouvement pour la démocratie, pour le poste de Premier ministre. Député depuis 1987, Pohiva est ainsi le premier roturier porté à la tête du pays par un parlement majoritairement élu par le peuple,.

## Pouvoir exécutif
| Fonction         | Nom             | Parti | Depuis           |
| ---------------- | --------------- | ----- | ---------------- |
| Roi              | Tupou VI        | -     | 18 mars 2012     |
| Premier ministre | Siaosi Sovaleni | -     | 27 décembre 2021 |

Jusqu'en 2010, la composition du gouvernement dépendait du bon plasir du roi, le Premier ministre et le Vice-Premier ministre étant nommés à vie, ou jusqu'à leur révocation par le monarque. Depuis 2010, le Premier ministre est un député élu par ses pairs.
Le roi et ses ministres constituent ensemble un conseil privé, corps exécutif du royaume.

## Pouvoir législatif
L'Assemblée législative (Fale Alea) compte, à la suite des réformes et aux élections législatives de 2010, 26 membres, dont 17 élus au suffrage universel par les citoyens dans 17 circonscriptions à siège unique, et 9 élus par (et parmi) les 33 membres de la haute noblesse héréditaire. L'Assemblée comptait auparavant 30 membres, dont 9 élus pour trois ans dans des circonscriptions à sièges multiples ; 9 élus pour trois ans par (et parmi) les 33 nobles héréditaires ; les 10 membres du gouvernement et deux gouverneurs.

## Partis politiques et élections
Jusqu'en 2010, le système électoral ne permettait pas à un parti de former un gouvernement et détenir seul le pouvoir, puisque seuls neuf des trente députés étaient élus au suffrage universel. Les partis avaient davantage un rôle de groupes de pression. À la suite des réformes de 2010, toutefois, les députés élus au suffrage universel disposent d'une majorité absolue au Parlement, qui choisit dorénavant le premier ministre. Les candidats aux élections sont tenus de s'inscrire à titre individuel, et non en tant que représentants officiels d'un parti politique.
Les deux seuls partis importants sont le Parti démocrate des îles des Amis (issu du Mouvement pour les droits de l’homme et la démocratie, Human Rights and Democracy Movement), et le Parti démocratique populaire (People's Democratic Party).

## Pouvoir judiciaire
Le système judiciaire des Tonga est à trois niveaux, avec la Cour suprême comme dernière instance. Les juges sont nommés par le roi.